# 장기주차장역
장기주차장역(長期駐車場驛, Long Term Parking station)은 인천광역시 중구 운서동에 있는 인천공항 자기부상철도의 역이다. 인근에 인천국제공항 제1여객터미널 장기주차장이 위치해 있다.

## 역사
- 2012년 8월 16일 : 장기주차장역으로 역명 결정[1]
- 2016년 2월 3일 : 인천공항 자기부상철도 개통과 함께 영업 개시
- 2022년 7월 14일: 시설 재정비로 활동중단

## 승강장
2면 2선의 상대식 승강장이며 스크린도어가 설치되어 있다.
| 인천공항1터미널 ↑ |
| \| 상             |
| ↓ 합동청사        |

| 상행 | ● 인천공항 자기부상철도 | 인천공항1터미널 방면 |
| 하행 | ● 인천공항 자기부상철도 | 용유 방면            |

## 인접 정차역
| 인천공항 자기부상철도    | 인천공항 자기부상철도   | 인천공항 자기부상철도  |
| ------------------------ | ----------------------- | ---------------------- |
| M01 인천공항1터미널 방면 | ● 인천공항 자기부상철도 | M03 합동청사 용유 방면 |